# Unión Soviética en los Juegos Olímpicos de México 1968
La Unión Soviética estuvo representada en los Juegos Olímpicos de México 1968 por un total de 312 deportistas que compitieron en 18 deportes.  
El portador de la bandera en la ceremonia de apertura fue el halterófilo Leonid Zhabotynski.

## Medallistas
El equipo olímpico soviético obtuvo las siguientes medallas:
| Nombre | Deporte            | Competición                      |
| --- | ------------------ | -------------------------------- |
| Oro |                    |                                  |
| Vladimir Golubnichi | Atletismo          | 20 km marcha M                   |
| Viktor Saneyev | Atletismo          | Triple salto M                   |
| Jānis Lūsis | Atletismo          | Jabalina M                       |
| Valeri Sokolov | Boxeo              | Gallo (54 kg) M                  |
| Boris Lagutin | Boxeo              | Superwélter (71 kg) M            |
| Daniel Pozniak | Boxeo              | Semipesado (81 kg) M             |
| Vladimir Nazlymov Viktor Sidiak Eduard Vinokurov Mark Rakita Umiar Mavlijanov                                                                                    | Esgrima            | Sable por eqs. M                 |
| Yelena Novikova | Esgrima            | Florete ind. F                   |
| Alexandra Zabelina Tatiana Petrenko-Samusenko Yelena Novikova Galina Gorojova Svetlana Chirkova                                                                  | Esgrima            | Florete por eqs. F               |
| Mijail Voronin | Gimnasia artística | Salto de potro M                 |
| Mijail Voronin | Gimnasia artística | Barra fija M                     |
| Larisa Petrik | Gimnasia artística | Suelo F                          |
| Natalia Kuchinskaya | Gimnasia artística | Barra de equilibrio F            |
| Natalia Kuchinskaya Zinaida Voronina Larisa Petrik Olga Karasiova Liudmila Tourisscheva Liubov Burda                                                             | Gimnasia artística | Concurso completo por eqs. F     |
| Viktor Kurentsov | Halterofilia       | 75 kg M                          |
| Boris Selitski | Halterofilia       | 82,5 kg M                        |
| Leonid Zhabotinski | Halterofilia       | +90 kg M                         |
| Ivan Kizimov (Ijor) | Hípica             | Doma por eqs.                    |
| Roman Rurua | Lucha grecorromana | 67 kg M                          |
| Boris Gurevich | Lucha libre        | 87 kg M                          |
| Alexandr Medved | Lucha libre        | +97 kg M                         |
| Alexandr Shaparenko Vladimir Morozov | Piragüismo         | K2 1000 m M                      |
| Liudmila Pinayeva | Piragüismo         | K1 500 m F                       |
| Anatoli Sass Alexandr Timoshinin | Remo               | Doble scull (M2x) M              |
| Grigori Kosyj | Tiro               | Pistola 50 m M                   |
| Yevgueni Petrov | Tiro               | Skeet M                          |
| Valentin Mankin | Vela               | Finn M                           |
| Equipo | Voleibol           | Torneo M                         |
| Equipo | Voleibol           | Torneo F                         |
| Plata |                    |                                  |
| Romuald Klim | Atletismo          | Martillo M                       |
| Antonina Okorokova | Atletismo          | Salto de altura F                |
| Alexei Kiseliov | Boxeo              | Medio (75 kg) M                  |
| Jonas Čepulis | Boxeo              | Pesado (+81 kg) M                |
| Grigori Kriss | Esgrima            | Espada ind. M                    |
| Mark Rakita | Esgrima            | Sable ind. M                     |
| Guerman Sveshnikov Yuri Sharov Vasili Stankovich Viktor Putiatin Yuri Sisikin                                                                                    | Esgrima            | Florete por eqs. M               |
| Grigori Kriss Iosif Vitebski Alexei Nikanchikov Yuri Smoliakov Viktor Modzolevski                                                                                | Esgrima            | Espada por eqs. M                |
| Mijail Voronin Serguei Diomidov Viktor Lisitski Valeri Karasiov Viktor Klimenko Valeri Ilinyj                                                                    | Gimnasia artística | Concurso completo por eqs. M     |
| Mijail Voronin | Gimnasia artística | Concurso completo ind. M         |
| Mijail Voronin | Gimnasia artística | Anillas M                        |
| Mijail Voronin | Gimnasia artística | Paralelas M                      |
| Zinaida Voronina | Gimnasia artística | Concurso completo ind. F         |
| Dito Shanidze | Halterofilia       | 60 kg M                          |
| Vladimir Beliayev | Halterofilia       | 82,5 kg M                        |
| Jaan Talts | Halterofilia       | 90 kg M                          |
| Yelena Petushkova (Pepel) Ivan Kizimov (Ijor) Ivan Kalita (Absent)                                                                                               | Hípica             | Doma por eqs.                    |
| Vladimir Bakulin | Lucha grecorromana | 52 kg M                          |
| Valentin Oleinik | Lucha grecorromana | 87 kg M                          |
| Nikolai Yakovenko | Lucha grecorromana | 97 kg M                          |
| Anatoli Roshchin | Lucha grecorromana | +97 kg M                         |
| Shota Lomidze | Lucha libre        | 97 kg M                          |
| Vladimir Kosinski | Natación           | 100 m braza M                    |
| Vladimir Kosinski | Natación           | 200 m braza M                    |
| Gueorgui Kulikov Viktor Mazanov Semion Belits-Geiman Leonid Ilichov                                                                                              | Natación           | 4 × 100 m libre M                |
| Galina Prozumenshchikova | Natación           | 100 m braza F                    |
| Pavel Ledniov Boris Onishchenko Stasys Šaparnis | Pentatlón moderno  | Equipos M                        |
| Alexandr Shaparenko | Piragüismo         | K1 1000 m M                      |
| Tamara Pogozheva | Saltos             | Trampolín 3 m F                  |
| Natalia Lobanova | Saltos             | Plataforma 10 m F                |
| Valentin Kornev | Tiro               | Rifle en tres posiciones 300 m M |
| Equipo | Waterpolo          | Torneo M                         |
| Bronce |                    |                                  |
| Nikolai Smaga | Atletismo          | 20 km marcha M                   |
| Valentin Gavrilov | Atletismo          | Salto de altura M                |
| Eduard Gushchin | Atletismo          | Peso M                           |
| Natalia Pechonkina | Atletismo          | 400 m F                          |
| Liudmila Zharkova Galina Bujarina Vera Popkova Liudmila Samotiosova                                                                                              | Atletismo          | 4 × 100 m F                      |
| Tatiana Talysheva | Atletismo          | Salto de longitud F              |
| Valentina Kozyr | Atletismo          | Salto de altura F                |
| Nadezhda Chizhova | Atletismo          | Peso F                           |
| Equipo | Baloncesto         | Torneo M                         |
| Vladimir Musalimov | Boxeo              | Wélter (67 kg) M                 |
| Mijail Voronin | Gimnasia artística | Caballo con arcos M              |
| Serguei Diomidov | Gimnasia artística | Salto de potro M                 |
| Viktor Klimenko | Gimnasia artística | Paralelas M                      |
| Natalia Kuchinskaya | Gimnasia artística | Concurso completo ind. F         |
| Natalia Kuchinskaya | Gimnasia artística | Suelo F                          |
| Zinaida Voronina | Gimnasia artística | Salto de potro F                 |
| Zinaida Voronina | Gimnasia artística | Asimétricas F                    |
| Larisa Petrik | Gimnasia artística | Barra de equilibrio F            |
| Ivan Kocherguin | Lucha grecorromana | 57 kg M                          |
| Nikolai Pankin | Natación           | 100 m braza M                    |
| Vladimir Bure Semion Belits-Geiman Gueorgui Kulikov Leonid Ilichiov                                                                                              | Natación           | 4 × 200 m libre M                |
| Yuri Gromak Vladimir Kosinski Vladimir Nemshilov Leonid Ilichiov                                                                                                 | Natación           | 4 × 100 m estilos M              |
| Galina Prozumenshchikova | Natación           | 200 m braza F                    |
| Pavel Ledniov | Pentatlón moderno  | Individual M                     |
| Vitali Galkov | Piragüismo         | C1 1000 m M                      |
| Naum Prokupets Mijail Zamotin | Piragüismo         | C2 1000 m M                      |
| Liudmila Pinayeva Antonina Seredina | Piragüismo         | K2 500 m F                       |
| Zigmas Jukna Antanas Bagdonavičius Vladimir Sterlik Juozas Jagelavičius Alexandr Martyshkin Vytautas Briedis Valentin Kravchuk Viktor Suslin Yuri Lorentsson (t) | Remo               | Ocho con timonel (M8+) M         |
| Vitali Parjimovich | Tiro               | Rifle en tres posiciones 50 m M  |
| Renart Suleimanov | Tiro               | Pistola rápida de fuego 25 m M   |